# Volkova Sisters
A Volkova Sisters egy magyar zenekar. Első kislemezük 2011-ben jelent meg Venus Robot címmel.

## Története
Berger Dalma képzőművész-énekesnő és Sándor Dániel hangmérnök, billentyűs, gitáros dalszerzők már 2008-ban elkezdtek dolgozni a projekten. Céljuk ekkor még az volt, hogy minden olyan zenei elképzelésük, ami más projektjeikbe nem fért volna bele, itt teret kapjon. A formáció 2009-ben indult, amikor is csatlakozott hozzájuk gitárosként Kovács Gergely gitáros-multiinstrumentalista.
Saját stúdiójukban kezdtek el dolgozni. Hangzásuk az általuk nagyra becsült kilencvenes és a nyolcvanas évek dark wave hangulatát ötvözte a folk és a shoegaze hatásaival. Dalaik hangzásvilága is erős hasonlóságot mutat a cyberpunkkal, ami nevükben is megmutatkozik, de mégsem ez a jellemző. A megjelenítés és képi világ fontos része a kreatív folyamatnak. A formáció előadásaiban a látvány és a zene nem létezhet egymás nélkül, mindkettőben személyes intuícióik jelennek meg – ezért például a Das Mädel und die Dunkelheit dal klipjében is saját ötleteik alapján magunkat rendezték.
Első EP-jük a Venus Robot címet viseli, amit a témaspecifikus The Muse in Music online magazin beválasztott „az év EP-jelöltjei” közé. A lemez cinikus állásfoglalás a párkapcsolatok mechanikusságáról, melyeket gyakran eleve elrendel az első szerelem forgatókönyve, de a kor szerelemfelfogás-karaktereinek éles jellemábrázolásait is megláthatjuk benne. Frenk és Porteleki Áron a zenekar tiszteletbeli tagjai voltak koncertjeiken. A csapat 2011 tavaszán az Amerikai Egyesült Államokban részt vett az austini SXSW fesztiválon, amit egy kaliforniai miniturné követett.
2012-ben jött ki következő EP-jük, a Hope. Az öt dal sötét, cinikus világa a lélek azon útvesztőibe vezet, ahonnan alig van visszaút, melankolikus és intuitív, hatalmas tereket bejáró, stílusában a dzsesszestől a trip hopos hangzásig óriási térben bolyongó, de mégis egységes világot mutat.
A zenekar 2013 végén Londonba helyezte át székhelyét. A 2015-ben megjelent Holiday című EP-jükre négy dal került, melyek egy kerek kis történetet alkotnak a digitalizálódó, elidegenedő társadalomról.
2016 májusában csatlakozott az addigi trióhoz negyedikként a Sexepilben is játszó Vangel Tibor, júniusban pedig megjelent első nagylemezük Blood Shapes This Faith címmel, egy külső közreműködővel – Kárpáti Dódi trombitaszólamait évekkel korábban rögzítették. A kezdeti egységes minimalista, goth-os hangzás kitágult, hangsúlyosabbak lettek a hangszeres részletek, ezáltal pedig részletgazdagabb hatású a zenei világ. Az album több mint ötéves időszakból válogat. Olyan számok is vannak rajta, amik még a zenekar legelső szárnypróbálgatásai alatt íródtak, de dokumentálja a Londonba költözés első, kezdeti, nehéz időszakát is. Az együttes ebben az évben megalapította saját kiadóját is, a Giant Wolfe-t, így az új lemez már ezzel jött ki.
Több magyar filmhez is adták már dalaikat, többek között a Mundruczó Kornél által rendezett Cannes-i Un certain regard kategória fődíjas Fehér istenhez, amiben egy rövid szerepet is kaptak, de a Volkova Sisters írt zenét az Aranyélet 2. évadának traileréhez is és a Horváth Illés rendezte Köztársaság című előadásban és a darab előzetesében is hallhatóak.

## Tagok
- Sándor Dániel - billentyűs hangszerek és programozás (2009–)
- Berger Dalma - ének és programozás (2009–)
- Kovács Gergely - gitár és zongora (2009–)
- Vangel Tibor - dobok (2016–)

## Diszkográfia

### Kislemezek
- Venus Robot - 2011
- Hope - 2012
- Holiday - 2015

### Nagylemezek
- Blood Shapes This Faith - 2016[8]
- Slowin Away - 2018[10]

## Videóklipek
| Év   | Videó                        | Készítették                |
| ---- | ---------------------------- | -------------------------- |
| 2011 | Last song of the dying fly   | Rév Marcell & Berger Dalma |
| 2011 | World Without Delight        | Volkova Sisters            |
| 2011 | Black Mountain               | David Lovas                |
| 2012 | Shiny Fay of Sorrow          | Rádóczy Bálint             |
| 2012 | Das Mädel und die Dunkelheit | Volkova Sisters            |
| 2015 | Holiday                      | Rádóczy Bálint             |
| 2016 | Bianco                       | Rádóczy Bálint             |
| 2018 | Faceblind                    | Miki357                    |
| 2018 | TTL                          | Ofner Gergely              |